# Pico Spencer
El Pico Spencer (en inglés: Spencer Peak) es un pico de 440 m s. n. m. ubicado al suroeste de la punta Brau en la bahía Cumberland en la costa norte de Georgia del Sur, un territorio ubicado en el océano Atlántico Sur, cuya soberanía está en disputa entre el Reino Unido el cual las administra como «Territorio Británico de Ultramar de las islas Georgias del Sur y Sandwich del Sur», y la República Argentina que las integra al Departamento Islas del Atlántico Sur, dentro de la Provincia de Tierra del Fuego, Antártida e Islas del Atlántico Sur. El nombre parece ser utilizado por primera vez en una carta del Almirantazgo Británico en 1906 y es, probablemente, nombrado por el teniente P. Spencer, que encuestó la Bahía Cumberland desde el HMS Sappho en 1906.